# 三遊亭ときん
三遊亭 ときん（さんゆうてい ときん）は、落語家の名前。
- 三遊亭ときん - 初代三遊亭圓生の門下で三遊亭圓盛から三遊亭ときんになった人物がいる。
- 三遊亭ときん - 本項にて記述

三遊亭 ときん（さんゆうてい ときん、1976年1月26日 - ）は、落語家
。落語協会所属の真打。紋は『丸に三ツ鱗』。出囃子は『せつほんかいな』。本名：吉田 大介。

## 来歴
1976年、東京都出身。1994年、東京都立九段高等学校を卒業。2001年、東京農業大学農学部を卒業。高校の時に落語に興味を持ち、農大では、落語研究会に所属した。
2003年、三遊亭金時に入門、前座名は「時松」。2006年、二ツ目に昇進。
2017年3月に林家ひろ木、春風亭三朝、柳家小八、鈴々舎馬ることともに真打昇進、「三遊亭 ときん」に改める。

## 芸歴
- 2003年4月 - 三遊亭金時に入門。
- 2003年7月 - 前座となる、前座名｢時松｣。
- 2006年5月 - 二ツ目昇進。
- 2017年3月 - 真打昇進、「ときん」と改名。

## 出囃子
- 千金丹（2006年 - 2017年）
- せつほんかいな（2017年 - ）

## 人物
趣味∶国内旅行、銭湯。
2003年入門の同期、古今亭文菊、柳家小八・自身・鈴々舎馬るこ・桂三木助・柳亭こみち・古今亭志ん五・古今亭駒治・柳家小平太・柳家勧之助の10人で、「TEN」というユニットを組んでいた。